# Nzérékoré (prefektur)
Nzerekore Prefecture är en prefektur i Guinea.   Den ligger i regionen Nzerekore Region, i den sydöstra delen av landet, 600 km öster om huvudstaden Conakry. Antalet invånare är 278 035. Arean är 3 632 kvadratkilometer. Nzerekore Prefecture gränsar till Yomou, Macenta, Beyla Prefecture och Lola. 
Terrängen i Nzerekore Prefecture är varierad.
Följande samhällen finns i Nzerekore Prefecture:
- Nzérékoré